# Фузароли Казадеи, Умберто
Умберто Фузароли Казадеи (итал. Umberto Fusaroli Casadei; 25 марта 1926 — 19 сентября 2007) — итальянский партизан-антифашист (политический комиссар коммунистического гарибальдийского отряда), революционер-интернационалист. В конце и после Второй мировой войны принимал участие в охоте на фашистов. Контактировал с Джанджакомо Фельтринелли. В 1970-х годах перебрался в Африку, где стал участником национально-освободительной борьбы в Мозамбике, соратником лидера ФРЕЛИМО и первого президента страны Самора Машела.